# かつ江と悠里の朝風呂問答
かつ江と悠里の朝風呂問答は、TBSラジオで放送されていたラジオ番組。

## 概要
伊香保温泉の情報を紹介する。毎回使われる、風呂場の効果音とエコーが印象的。

## 特記事項
放送期間が長かったものの、インフォマーシャル扱いのためか、新聞のラジオ欄にこの番組は記載されていなかった。
これは、後継番組である「伊香保温泉朝風呂一番!」も同じだった。